# Neptis mothone
Neptis mothone är en fjärilsart som beskrevs av Hans Fruhstorfer 1907. Neptis mothone ingår i släktet Neptis och familjen praktfjärilar. Inga underarter finns listade i Catalogue of Life.